# المجلس الوطني لحماية الوطن
المجلس الوطني لحماية الوطن هو مجلس وطني نيجيري مكون من مجوعة من القادة العسكريين الذين إنقلبوا على الرئيس السابق محمد بازوم, في 26 يوليو 2023.
في 28 يوليو 2023، أعلن عبد الرحمن تشياني نفسه رئيسًا للمجلس الوطني لحماية الوطن في خطاب بثه التلفزيون الحكومي للنيجر. وقال إن الانقلاب جاء لتجنب "الزوال التدريجي والحتمي" للبلاد ، وقال إن بازوم حاول إخفاء "الواقع القاسي" للبلاد، الذي أسماه "كومة الموتى والنازحين والإذلال والإحباط". كما انتقد استراتيجية الحكومة الأمنية لعدم فعاليتها المزعومة، لكنه لم يعطِ جدولا زمنيا للعودة إلى الحكم المدني.

## مواضيع ذاة صلة
- انقلاب 2023 في النيجر